# Mozambik az 1984. évi nyári olimpiai játékokon
Mozambik az egyesült államokbeli Los Angelesben megrendezett 1984. évi nyári olimpiai játékok egyik részt vevő nemzete volt. Az országot az olimpián 2 sportágban 9 sportoló képviselte, akik érmet nem szereztek.

## Atlétika
Férfi
| Versenyző                                                     | Versenyszám     | Előfutam | Előfutam | Előfutam | Negyeddöntő | Negyeddöntő | Negyeddöntő | Elődöntő | Elődöntő | Elődöntő | Döntő   | Döntő    |
| Versenyző                                                     | Versenyszám     | Idő      | Hely.    | Össz.    | Idő         | Hely.       | Össz.       | Idő      | Hely.    | Össz.    | Idő     | Helyezés |
| ------------------------------------------------------------- | --------------- | -------- | -------- | -------- | ----------- | ----------- | ----------- | -------- | -------- | -------- | ------- | -------- |
| Vicente Daniel                                                | 100 m           | 10,81    | 6.       | 55.      | kiesett     | kiesett     | kiesett     | kiesett  | kiesett  | kiesett  | kiesett | kiesett  |
| Henrique Ferreira                                             | 200 m           | 21,87    | 5.       | 51.*     | kiesett     | kiesett     | kiesett     | kiesett  | kiesett  | kiesett  | kiesett | kiesett  |
| Leonardo Loforte                                              | 400 m           | 47,07    | 4.       | 42.      | kiesett     | kiesett     | kiesett     | kiesett  | kiesett  | kiesett  | kiesett | kiesett  |
| André Titos                                                   | 800 m           | 1:51,73  | 6.       | 47.      | kiesett     | kiesett     | kiesett     | kiesett  | kiesett  | kiesett  | kiesett | kiesett  |
| Domingos Mendes                                               | 400 m gát       | 54,52    | 8.       | 42.      |             |             |             | kiesett  | kiesett  | kiesett  | kiesett | kiesett  |
| Leonardo Loforte Pedro Gonçalvo André Titos Henrique Ferreira | 4 × 400 m váltó | 3:08,95  | 6.       | 19.      |             |             |             | kiesett  | kiesett  | kiesett  | kiesett | kiesett  |

Női
| Versenyző     | Versenyszám | Előfutam | Előfutam | Előfutam | Negyeddöntő | Negyeddöntő | Negyeddöntő | Elődöntő | Elődöntő | Elődöntő | Döntő   | Döntő    |
| Versenyző     | Versenyszám | Idő      | Hely.    | Össz.    | Idő         | Hely.       | Össz.       | Idő      | Hely.    | Össz.    | Idő     | Helyezés |
| ------------- | ----------- | -------- | -------- | -------- | ----------- | ----------- | ----------- | -------- | -------- | -------- | ------- | -------- |
| Binta Jambane | 100 m       | 12,55    | 5.       | 43.      | 12,57       | 8.          | 30.         | kiesett  | kiesett  | kiesett  | kiesett | kiesett  |
| Binta Jambane | 200 m       | 25,14w   | 6.       | 33.      | kiesett     | kiesett     | kiesett     | kiesett  | kiesett  | kiesett  | kiesett | kiesett  |

* - egy másik versenyzővel azonos eredményt ért el

## Úszás
Férfi
| Versenyző          | Versenyszám  | Előfutam | Előfutam | Előfutam | Döntő   | Döntő   | Döntő   | Helyezés |
| Versenyző          | Versenyszám  | Idő      | Hely.    | Össz.    | Típus   | Idő     | Hely.   | Helyezés |
| ------------------ | ------------ | -------- | -------- | -------- | ------- | ------- | ------- | -------- |
| Domingos Chivavele | 100 m gyors  | 1:01,35  | 8.       | 65.      | kiesett | kiesett | kiesett | kiesett  |
| Pedro Cruz         | 100 m hát    | 1:10,86  | 7.       | 42.      | kiesett | kiesett | kiesett | kiesett  |
| Pedro Cruz         | 200 m vegyes | 2:35,99  | 7.       | 42.      | kiesett | kiesett | kiesett | kiesett  |